# Hitman: Blood Money
『Hitman: Blood Money』（ヒットマン：ブラッドマネー）は、IO Interactiveより2006年に発売されたステルス性重視のサードパーソン・シューティングゲームである。『Hitman: Contracts』の続編でHITMANシリーズの第4作目。販売はアイドスが担当し、ウィンドウズ（PC版）、PlayStation 2、Xbox、Xbox 360でリリースされた。また、2013年1月には『Hitman HD Trilogy』として、前作の『Hitman2: Silent Assassin』『Hitman: Contracts』が同梱されたHDリマスターバージョンがXbox 360とPlayStation 3で発売されている。Windows版は2007年にSteamのオンライン配信サービスでも販売された。
2019年1月11日に海外で発売された『Hitman HD Enhanced Collection』には本作の4Kリマスター版が収録されている。また、リメイク版『Hitman: Blood Money Reprisal』のiOS/Android版が2023年11月30日に、Nintendo Switch版が2024年1月25日に発売された。
日本語版は2007年8月30日にスパイクよりXbox 360版がリリースされた。また、2007年11月30日にはズーよりPC日本語版が発売された。
プレーヤーは、秘密機関ICAに所属する暗殺者エージェント47を操作し、組織より依頼された暗殺任務を行っていく。任務の達成方法は複数用意されており、どのように達成するかがプレーヤーに委ねられている特徴がある。本作は『Hitman: Contracts』の直接の続編であり、前作では明かされず謎のままに終わった出来事が展開される。

## ゲーム内容
『Hitman：Blood Money』は三人称視点のステルスゲームであり、プレーヤーは主人公の暗殺者「エージェント47」を操作し、各ステージの目標（標的の暗殺）の達成を目指す。従来シリーズと同様に本作の特徴はどのような方法でミッションをクリアするかがプレーヤーに委ねられている点であり、様々な手段が用意されている。また、変装システムにより、本来であれば立ち入ることができないエリアへの潜入を試みたりできることも同様である。従来どおり、クリア後の評価システムもあるが、最高称号のサイレントアサシンの獲得条件は従来より厳しくなっており、敵であっても1人でも殺したら達成不可能であり、また、改造した武器を持ち帰らなかったり、最初に着ていたスーツを着ずにミッションクリアした場合も取得は不可能になった。
本作は、下記に挙げる通り、前シリーズまでと比べて一段と自由度を高くしたことが売りとなっており、新聞記事と指名手配度など独自のシステムも導入された。

### アクションの追加
基本的な殺害方法が増えており、相手を押す、物を投げるなどのシステムが追加されている。例えば前者なら、ベランダ越しにいる相手を押すことで階下に突き落として殺害する、任務開始直後から最低1つは所持しているリモコン爆弾でシャンデリア等を落として圧殺するなど、従来の作品より事故死に見せかけること（アクシデントキル）が容易となっている。後者の場合、ナイフを遠投することで攻撃する、柵の外から敷地内に武器を放り込み金属探知機などを回避する、無限に所持しているコイン等を投げて音を立て、注意を引く、などが挙げられ、他にも多様な使用法がある。
次に、拳銃を持っている場合、背後から襲うことで人間の盾にしたり、そのまま後頭部を殴って気絶させることもできる。
また、従来の作品においては素手の場合は何も行動ができなかったが、今作では上記の押す以外にも、相手を殴る、武器を奪うといったことも可能になっている。加えて拳銃や注射器など小型の武器を持っている場合、人物が近づくと自動的に後ろ手に隠す動作が加わり、武器を持っているところを見られることによる警戒度上昇がされにくくなっている。

### 報酬制度と装備、銃器のカスタマイズ
今作は第1作で見られた報酬制度が復活し、任務の達成法によって上下する仕組みとなっている。基本的に隠密性が高いほど報酬が高くなるが、ステージ中でダイアモンドのケースを奪ってクリアするなど、ボーナスが加算されることもある。逆に、デフォルトのスーツを置いてきたために、その分減算されるということもある。
得た報酬は、装備の購入や銃器のカスタマイズにあてることができる。基本5種の銃器（シルバーボーラーを始めサブマシンガンや狙撃銃など）は最初から選択可能であるが、サイレンサーが付いていない、スコープが無いなど、任務を完璧に達成するには不利な物となっている。それら装備を得た報酬で買うことによって強化することが可能であり、場合によってはステージ毎に装備を変更して、より任務達成にあった物に変えるということも可能である。強化アイテムには他にも手ぶれの低減や威力の増加、装弾数の増加などがある。
あるいは、回復アイテムや防弾チョッキの購入などサブ装備の調達および強化も可能であり、ピッキング時間を減らす、スナイパーライフルが入ったケースを金属探知機に引っかからなくする等ができる。また、それまでステージ特有のアイテムであった、爆弾や毒薬が標準装備となっており、報酬を使うことで1ステージにおける数を増やしたり強化することが可能である。
他にも、任務開始前のブリーフィングで情報（ヒント）を買うということもできる。また、後述する指名手配度を下げるために、マスメディアに賄賂を贈るということも可能である。

### 新聞記事と指名手配度
本作はステージが終了するたびに新聞記事を読むことができる。新聞記事には、47が任務で行った暗殺のことが書かれるが、任務の達成法によって記事内容が変わる。他にも、物語や別のステージに関わる記事が載っていたりする。
また、任務中に殺すところ等を見られたままステージを終えると指名手配される。10段階評価であり、高くなると何もしていなくても、顔を見られただけで警戒度が上がるということが起こる。また、新聞には顔写真が載るが、指名手配度が高くなるほど、47そっくりになってくる。これを回避するには、目撃者を殺す、マスメディアに賄賂を贈るなどがある。

### その他の要素
ゴミ箱など、ステージにおける死体などを隠す場所の数が増えている。また、クローゼットなど自分が隠れることができる場所も追加されている。
エレベーターのあるステージも多く、エレベーター内では天井裏に隠れることが可能である。更にワイヤーを使うことで、エレベーター内にいる人間を吊り上げて殺し、隠すこともできる。

## プロット
雑誌記者のリックは、先日起こった副大統領暗殺事件についてインタビューするため元FBI長官アレクサンダーの下を訪れる。アレクサンダーは、47のことを語り、信じないリックに47が過去1年半の間に行った一連の暗殺事件について語り始める。今作はアレクサンダーが、47が関わった事件を時系列順に回想するという形で進み、下記のストーリーが徐々に明らかになっていき、最後に現行の出来事へと移る。
物語前半では、47の通常の任務の幕間で、彼が所属する国際的な暗殺請負機関「ICA（The International Contract Agency）」が、敵対組織「フランチャイズ」と抗争していることが明かされる。前作『Contracts』で、47がパリで襲われたのもフランチャイズの仕業であった。フランチャイズは、暗殺者集団「クロウズ」を抱えており、クロウズのメンバーは47と同じ暗殺稼業に特化したクローン人間であった。実は、クロウズのクローンは、オートマイヤー博士のクローン技術を盗んで作られたもので、寿命が極端に短いなどの弱点がある不完全なものだった。そこでフランチャイズは、ICAだけではなく、完全なクローン体である47のことも狙い、クローン技術の独占を企んでいた。
物語の中終盤では、「フランチャイズ」及びその上部組織である「アルファ・ゼロックス」の計画を阻止するため、47自身もフランチャイズの暗殺者と戦うこととなる。しかし、ICAとフランチャイズの抗争は、フランチャイズが勝ってICAのエージェントは次々に殺され、最終的に47のオペレーターであるダイアナは、もはやICAは自分たち2人だけであると明かす。ダイアナはICA最後の仕事として依頼を出し、残りの資産を分割する。47を狙うフランチャイズの暗殺者もいる中で、最後の依頼を片付けた47であったが、そこにCIAのエージェント・スミスが接触してくる。スミスは、アルファ・ゼロックスによってスチュワート大統領の命が狙われており、これを防止するため、アルファ・ゼロックスの構成員である副大統領ダニエル・モリスの暗殺を依頼する。クロウズのリーダーであるマーク・パルチェッツィ3世も潜む中、ホワイトハウスに潜入した47は、副大統領の暗殺に成功する（これが物語冒頭でリックが尋ねた副大統領暗殺事件である）。しかし、47は警察に捜索され、隠れ家に逃げ込むも厳重な包囲網を張られてしまう。そこに突如ダイアナが現れ、脱出計画を提案する。不審に思いつつ47が検討に入ったわずかな隙を突いて、ダイアナは47の首筋に毒のようなものが入った注射を打ち、彼は倒れる。それを見届けるとダイアナは、アレクサンダーに連絡を取り、フランチャイズに寝返る見返りとして、47を片付けたと報告する。
ここで物語は現在に移る。アレクサンダーはリックを連れて葬儀場へとやってくる。それは47の葬儀であり、彼を火葬することでオートマイヤー博士のクローン技術は永久に失われ、フランチャイズが独占するのが目的であった。葬儀の列席者の中にはダイアナの姿もあり、彼女は棺に納められた47の胸元に、彼が愛用したシルバーポーラーを置くと、新鮮な口紅を付けて彼にキスをし、葬儀場を去る。実は、彼女が47に注射した毒は、物語前半で登場した仮死薬であり、口紅は仮死状態から覚醒するための解毒剤であった。その後、目を覚ました47は、葬儀場にいた全員を殺害し、現場を去る。
エピローグにおいてダイアナは「陛下」と呼ぶ人物に連絡を取り、ICA復活を完了させたことを報告する。一方で47については見失ったと言う。47は、どこかの中華街に現れ、そこの怪しげな男たちと話した後、彼らの施設の中へと通され、カーテンが閉じたところでゲームは終了する。

## 登場人物
ゲームは国際的な暗殺請負機関「ICA（The International Contract Agency）」に所属する暗殺者エージェント47を操作するという形で進む。

### 主要人物
エージェント47
「組織」（ICA）に所属する伝説的な暗殺者。数々の暗殺任務を成功させるも一般社会では都市伝説扱いされている。本作では物語冒頭でホワイトハウスにて副大統領暗殺事件を引き起こしたことが明かされ、アレクサンダーの回想という形で物語が進行していく。ICAとフランチャイズの抗争に巻きこまれた形となっており、47自身もまた完璧なクローンの素体としてその身柄を狙われる。
ダイアナ・バーンウッド
ICAの女性構成員。エージェント47の専任のオペレーター（ハンドラー）。フランチャイズとの抗争の中でいつもと変わらず47に依頼を出す。後半では自分を残してICAが壊滅してしまう。
エージェント・スミス
CIAの諜報部員。基本的にいつも任務で失敗し、どこかに拘束されている。本作では前半にアルコール中毒者向けのクリニックに監禁されており、47に助け出される。終盤、ICAの壊滅後に再登場し、フランチャイズによってスチュワート大統領の身に危険が迫っているとして、フランチャイズのシンパであるモリス副大統領の暗殺を依頼する（このエピソードでは47のオペレーターを務める）。

### フランチャイズ
アレクサンダー・リーランド・"ジャック"・ケイン（Alexander Leland 'Jack' Cayne）
元FBI長官。フランチャイズの幹部。顔の酷い火傷痕と車椅子が特徴。
リックを自身の下に呼び、47とクローンの危険性について語るが、裏ではフランチャイズの幹部としてクローン暗殺集団「クロウズ」を使って世界中の暗殺事件に関与している。47とICAを追い詰める。
マーク・パルチェッツィ3世（Mark Parchezzi III）
「クロウズ」のリーダーで、同じクローン達の中でも最も完璧に近い。だが、クラスⅡのクローンに違いは無く、自身の死に怯えている。死を回避するため、完璧なクローンである47を狙いホワイトハウスで対決する。
ダニエル・モリス（Daniel Morris）
アメリカ合衆国副大統領。前任のバーク副大統領が交通事故で死亡したため、憲法修正第25条第2節により就任した。しかし、実は「アルファ・ゼロックス」の一員であり、バークの死も彼らの思惑であることが示唆される。スチュワート大統領を暗殺し、大統領職を継承しようとするが47に暗殺される。公式にはクローン反対派である。スチュワート夫人に弱い。
マーク・プラヤー・ジュニア（Mark Purayah II）
「クロウズ」の一員でクラスⅡのクローン。レイモンド・クリンスキーとアンジェリナ・メイソンを従え、ニューオーリンズのマルディグラに紛れてシリー内務長官の命を狙う。
レイモンド・クリンスキー（Raymond Kulinsky）
元世界レベルのバイアスロン選手。マーク・プラヤー・ジュニアの指揮下でシリー内務長官の命を狙う。相棒のアンジェリナとは恋仲であり、彼女が死んだことを知ると暴走する。
アンジェリナ・メイソン（Angelina Mason）
元サーカス団所属。レイモンドの相棒であり恋人。任務中はもっぱら偵察などの裏方に徹する。レイモンドが死んだことを知ると暴走する。
イヴ（Eve）
フランチャイズに雇われた女暗殺者。依頼のため訪れたラスベガスのパーティにてメイナードと共に47を狙う。自身を蜘蛛に例え、ターゲットを罠に誘い込んで襲いかかる。美人だが歌は上手くない。
メイナード・ジョン（Maynard John）
フランチャイズに雇われた暗殺者。依頼のために訪れたラスベガスのパーティでイヴと共に47を狙う。優秀であるが、芝居がかった回りくどい手法を好む。

### その他
リック・ヘンダーソン（Rick Henderson）
「ファースト・エディション」誌の記者。アレクサンダーに客観的な記事を書くということで気に入られている。最初は47を都市伝説の1つにしか思っていなかったが、アレクサンダーの話を聞いて実在することを信じるようになる。
最後、アレクサンダーが主催した47の葬儀に参加するが、彼と共に殺害される。
トム・スチュワート（Tom Steward）
アメリカ合衆国大統領。クローン支持者であるが、それを良く思わない「アルファ・ゼロックス」に命を狙われる。本作では直接は登場しない。
スポールディング・バーク
アメリカ合衆国前副大統領。故人。公には自動車事故で死亡したことになっているが、ダニエル・モリスを副大統領職に就けたい「アルファ・ゼロックス」によって暗殺されたと推測される。
ジミー・シリー（Jimmy Cilley）
アメリカ合衆国内務長官。クローン技術や妊娠中絶などを支持する典型的な反保守派。「アルファ・ゼロックス」に命を狙われる。

## 用語
アルファ・ゼロックス（Alpha Zerox's）
通称"影の政府組織"。規模や目的など不明だが、副大統領の暗殺とそれに伴う副大統領指名の操作など、かなり大掛かりな組織である。一応、CIAやFBIは尻尾を掴んではいるようだが、スミスの話やアレクサンダーの例を見る限り、上層部にシンパがいる可能性は高い。
フランチャイズ（The Franchise）
アルファ・ゼロックスの下部組織。クローン暗殺者集団「クロウズ」を有し、世界中で暗殺事件を起こす。本作では「組織」（ICA）と抗争を広げ、最終的には「組織」を壊滅させることに成功する。
クロウズ
フランチャイズに所属するクローン暗殺者集団の総称。表舞台ではクラスⅡ・クローンの特徴から「アルビノ」もしくは「アルビノ暗殺団」と呼ばれる。クローンらしく非常に高い能力を有すが、皆クラスⅡゆえに短命である。
クラス
クローンの種類。より正確には成人までに加速成長させたヒト・クローンの種類である。クラスⅠとⅡがある。
クラスⅠ
完全なクローン。現状ではオートマイヤー博士のみが完成させた。47によって後継の「48」もろとも博士が殺害されたため、現在クラスⅠの技術は事実上失われたと言っていい。しかし、このクローン技術の資料を手に入れたフランチャイズは、現在わかっている唯一のクラスⅠ・クローンである47を手に入れれば技術的にクラスⅠ・クローンを作れるようになると考えている。但し、2作目に登場したセルゲイの部下「17」のようにクラスⅠクローンが他にもいる可能性は否定できない。
クラスⅡ
不完全なクローン。一応、成人して能力を発揮するが、成熟後18か月以内に大半は死亡してしまう。アルビノであることも特徴の1つ。

## 開発
2004年11月に、ヒットマンシリーズの最新作が2005年春に発売予定であると発表されたが、後に2006年発売予定と延期の発表があった。2006年3月にXbox 360版もリリースすることが発表され、本作はヒットマンシリーズで最初の第7世代ゲーム機のタイトルとなることが判明した。最終的に本作『Hitman: Blood Money』はヨーロッパとPAL地域で2006年5月26日に、北米版が2006年5月30日に、PlayStation 2、Xbox、Xbox 360、Microsoft Windowsでリリースされた。また、2007年3月にはSteamでの販売も開始された。
2013年1月29日には、『Hitman 2: Silent Assassin』『Hitman: Contracts』と共にHDリマスターされたコンピレーション版である『Hitman HD Trilogy』がPlayStation 3とXbox 360向けにリリースされた。2018年3月には、Xbox 360版をXbox Oneに対応したバージョンも販売された。
2019年1月、4K解像度にリマスターされた『Hitman HD Enhanced Collection』がPlayStation 4とXbox Oneで販売された。

## 評価
レビュー集計サイトのMetacriticでは、すべてのプラットフォームにおいて「概ね肯定的」とされている。
GameSpotは、多様な想像力に富んだシナリオが本作に暴力的なスリルを与えていると評した。GameSpyは事故死に見せかける手段など、各ステージで増やされたギミックやオプションを称賛し、「プレーヤーに豊富な選択肢によって何度も同じステージを行う動機を与えている」と述べる一方で、悪評のシステムは十分に機能していないと批判している。IGNは本作の音楽面を「印象的なオーケストラ編成」として称賛している。GameTrailersは、サウンドトラックがミッションを通して「感情を駆り立てる」と評している。
これら肯定的評価の一方でTeamXboxは「Blood Moneyは前作『Contracts』から何の新機軸も生み出していない」と批判している。
発売時は以上のような評価であったが、その後、カルト的な支持を得て、多くの出版物や評論家から史上最高のビデオゲームの1つだとみなされている。本作は2006年7月17日までに150万枚以上を売り上げ、2011年には210万本を達成した。